# Чантаркент
Чантаркент (лезг. ЧIантIархуьр) — упразднённое село в Сулейман-Стальском районе Дагестана. На момент упразднения входило в состав Испикского сельсовета. Исключено из учётных данных в начале 1990-х годов.

## Этимология
«ЧIантIар» множественное число от имени «ЧIантI».

## География
Село находится в предгорной части Сулейман Стальского района на право берегу безымянного притока реки Араг (Курах), в 1 км (по-прямой) к западу от села Асаликент.

## История
По данным на 1929 год село Чантар-Кент состояло 50 хозяйств, в административном отношении входил в состав Уллугатагского сельсовета Касумкентского района. В 1930-е годы в селе организован колхоз «Дагестанская правда», с 1950 года бригада колхоза имени Октябрьской революции (центральная усадьба располагать в селе Асаликент) . В 1965 году село передано в состав Шихикентского сельсовета; в 1966 году во вновь образованный Испикский сельсовет. С 1969 года вошло в качестве одного из отделений в совхоз «Агасиевский». С 1977 года начался процесс по плановому переселению жителей села на земли совхоза «Ашагастальский» в село Ашага-Стал-Казмаляр.

## Население
| 1895 | 1926 | 1939 | 1970 | 1989 |
| ---- | ---- | ---- | ---- | ---- |
| 174  | ↗218 | ↗241 | ↘127 | ↘0   |

По данным Всесоюзной переписи населения 1926 года, в национальной структуре населения лезгины составляли 100 %